# Ischaemum setaceum
Ischaemum setaceum är en gräsart som beskrevs av Masaji Masazi Honda. Ischaemum setaceum ingår i släktet Ischaemum och familjen gräs. Inga underarter finns listade i Catalogue of Life.